# Deborah Joy Corey
Deborah Joy Corey (n. 1958, Temperance Vale⁠(d), New Brunswick, Canada) este un scriitor canadian.